# Weiyuan, Neijiang
Weiyuan är ett härad som lyder under Neijiangs stad på prefekturnivå i Sichuan-provinsen i sydvästra Kina.